# Gerhart Bergmann
Gerhart Bergmann (* 20. Juli 1922 in Erfurt; † 1. Mai 2007 in Berlin) war ein deutscher Maler.

## Leben und Wirken
Gerhart Bergmann wurde als Sohn des Gymnasial-Lehrers Erich Bergmann und der Hausfrau Margarete Bergmann in Erfurt geboren. Nach der Schulzeit begann er auf Druck seines Onkels mit einer Drogisten-Lehre. Nachdem Bergmann 1939 zum Wehrdienst eingezogen wurde, erlitt er 1940 eine schwere Kriegsverletzung, in deren Folge er nach mehreren Lazarettaufenthalten für kriegsuntauglich erklärt wurde. So konnte er von 1943 bis zum Bomben-Angriff auf Dresden am 13. und 14. Februar 1945 in der Kunstakademie Dresden (heute Hochschule für Bildende Künste Dresden) studieren, unter anderem bei Ernst Richard Dietze.
Nach dem Verlust sämtlicher Arbeiten ging Bergmann 1946 nach Berlin und studierte dort an der Hochschule für bildende Künste Berlin (HfbK) bei Max Pechstein. Im Anschluss an die Meisterschülerprüfung besuchte er als Stipendiat 1952 für ein Jahr das Atelier von Fernand Léger in Paris, was eine intensive Auseinandersetzung mit der Formensprache Legers zur Folge hatte. 1954 wird Bergmann Mitglied des Deutschen Künstlerbundes. Er erhielt 1959 den Förderpreis der Großen Berliner Kunstausstellung und 1961 den Berliner Kunstpreis (Junge Generation). 1961 wurde er an die Hochschule der Künste Berlin (HdK), der heutigen Universität der Künste Berlin (UdK), berufen. Von 1963 bis zu seiner Emeritierung 1990 arbeitete er als Professor für freie Malerei und Grafik. Zu seinen Schülern zählten Tobias Weichberger und Matthias Schlüter.
Bergmann unternahm viele Reisen, unter anderem nach Indien, Thailand, Japan, Mexiko und die USA. Zu regelmäßigen Reisezielen wurden Italien (insbesondere die Insel Elba), Frankreich, Dänemark und die Schweiz. Nach seiner Emeritierung erwarb Bergmann ein Haus in Dithmarschen, Schleswig-Holstein, wo er sich ein Atelier ausbaute. Die sich aus den Reisen ergebenden Farb- und Formeindrücke schlugen sich in seiner Malerei, großformatigen, nicht gegenständlichen Ölgemälden, ebenso nieder wie die schleswig-holsteinische Landschaft.

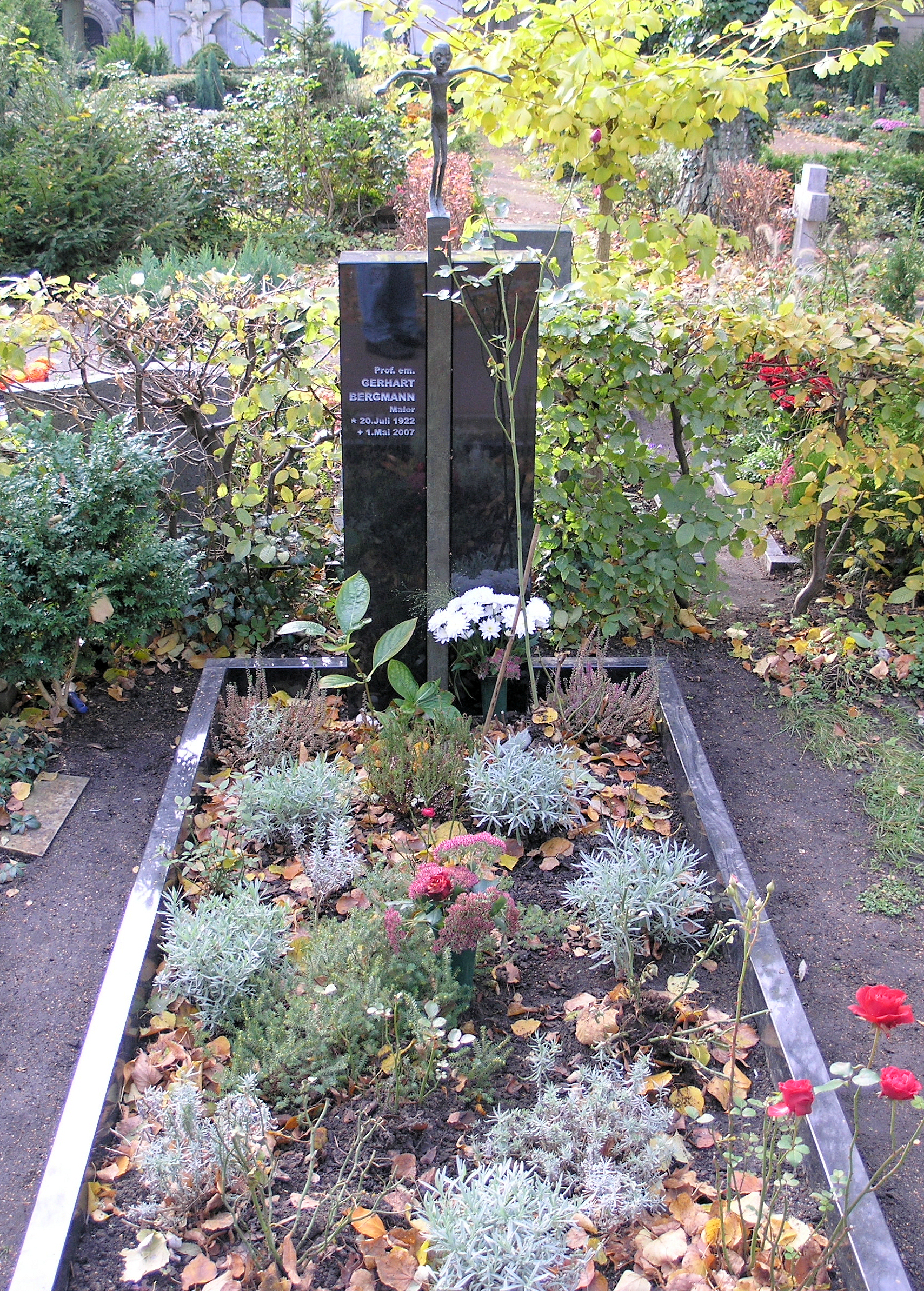
Die Grabstätte von Gerhart Bergmann in Berlin-Friedenau

Gerhart Bergmann starb 2007 in Berlin, wenige Wochen vor einer Ausstellung mit zahlreichen Spätwerken in Erfurt. Mit dieser ehrte ihn seine Geburtsstadt zum 85. Geburtstag. Gerhart Bergmann ist auf dem Städtischen Friedhof Stubenrauchstraße in Berlin-Friedenau begraben, in unmittelbarer Nähe seines Künstlerfreundes, des Bildhauers Gerson Fehrenbach. Eine Skulptur des Bildhauers Hans Scheib schmückt sein Grab.
Gerhart Bergmann war zweimal verheiratet, aus den Ehen stammen drei Kinder.

## Auszeichnungen
- 1959 Förderpreis der Großen Berliner Kunstausstellung
- 1962 Berliner Kunstpreis (Junge Generation)

## Ausstellungen

### Ausstellungsbeteiligungen
- 1947 Galerie Henning, Halle (Saale) mit Hofer, Pechstein u. a.
- 1948: „Junge Generation. Werke des Nachwuchses“, Berlin-Ost
- 1957 „Fünf Maler“, Haus am Waldsee, Berlin
- 1959 „33 Junge Maler“, Kassel
- 1960 „Berlin Ort der Freiheit für die Kunst“, Berlin, Wien, Stockholm
- 1963 Galerie Widmann, Bremen
- 1964 „The Spirit of New Berlin in Painting and Sculpture“, Wanderausstellung durch die USA
- 1966 „Internationale der Zeichnung“, Darmstadt
- 1974 Galerie Pels Leusden, Berlin
- 1979 Berlinische Galerie, Berlin
- 1984 Kobe City Museum, Kobe (Japan)
- 1986 „Bildhauer und Maler am Steinplatz“, Staatliche Kunsthalle Berlin, Berlin

### Einzelausstellungen
- 1954 Galerie Bremer, Berlin
- 1962 Kunstverein für die Rheinlande und Westfalen, Düsseldorf; Galerie Appel, Frankfurt a. M.; Galerie Diogenes, Berlin
- 1963 St. Paul, Minnesota (USA)
- 1965 Haus am Waldsee (mit Gerson Fehrenbach), Berlin; Hoesch Museum, Düren; Grabowsky Gallery, London
- 1966 Scottish German Society, Glasgow
- 1967 Galerie S. Ben Wargin, Berlin
- 1971 Felix Konstklubb, Stockholm
- 1972 Lidköping Kunstverein, Lidköping (Schweden)
- 1974 Galerie Bremer, Berlin
- 1975 Galerie Bremer, Berlin
- 1976 Galerie Schmiedel, Köln
- 1977 Galerie Bremer, Berlin
- 1979 Galerie Bremer, Berlin
- 1980 Galerie Moby Dick (mit Waldemar Grzimek), Sylt
- 1981 Galerie Bremer, Berlin
- 1982 Neuer Berliner Kunstverein, Berlin
- 1984 Galerie Bremer, Berlin
- 1986 Gallery Michelle, North Bay (Kanada)
- 1987 Galerie Nalepa, Berlin
- 1989 Galerie Otto Eglau, Sylt
- 1992 Galerie Bremer, Berlin; Galerie Nalepa, Berlin
- 1997 Galerie Just Art (mit Gerson Fehrenbach), Berlin
- 1999 Galerie Grahn, Tabarz (Thüringen)
- 2002 Dithmarscher Landesmuseum, Meldorf (Schleswig-Holstein)
- 2005 Waidspeicher, Zum Goldenen Krönbacken, Erfurt
- 2007 Kunstverein in der Kunsthalle, Erfurt
- 2009 Dithmarscher Landesmuseum, Meldorf (Schleswig-Holstein)